# Bílá Opava
Die Bílá Opava (deutsch Weiße Oppa, älter Kleine Oppa) ist der rechte Quellfluss der Opava in Tschechien.

## Verlauf
Die Bílá Opava entspringt auf dem Sattel zwischen dem Praděd (1491 m) und den Petrovy kameny (1438 m) aus zwei Quellbächen. Der linke ist der Pradědský potok, dessen Quelle am südlichen Fuße des Praděd bei der Chata Barborka liegt. Der rechte Quellbach, der Ovčárenský potok, entspringt östlich der Petrovy kameny bei der Chata Ovčárna. Auf ihrem Weg nach Osten bildet die Bílá Opava an ihrem Oberlauf bis Karlova Studánka auf zweieinhalb Kilometern eine tiefe Klamm in den Gneishängen des Praděd und der Vysoká hole. Darin überwindet der Bach auf einem 40 m langen Abschnitt mit mehreren Kaskaden und Wasserfällen einen Höhenunterschied von 16,4 Metern. Der Wasserfall Velký vodopád hat dabei eine Höhe von 7,9 Metern.
Der weitere Lauf führt durch ein Kerbtal, in dem sich die Gemeinde Ludvíkov erstreckt, nach Nordosten. Nach 13,1 Kilometern mündet die Bílá Opava zwischen Železná und Vrbno pod Pradědem in die Střední Opava. Westlich über dem Zusammenfluss erhebt sich die Zámecká hora (854 m) mit den Resten der Burg Fürstenwalde.

## Zuflüsse
- Suchý potok (l), Ludvíkov

## Natur
Der gesamte Flusslauf liegt innerhalb des Landschaftsschutzgebietes Jeseníky, die Klamm am Oberlauf ist Teil des Nationalen Naturschutzgebietes Praděd.
Zwischen Karlova Studánka und der Chata Barborka wurde 1963 ein 10,5 Kilometer langer Naturlehrpfad eingerichtet.